# Jane Alam Fazli
Jane E Alam Fazli – pakistański brydżysta, World Life Master (WBF).

## Wyniki brydżowe

### Olimpiady
Na olimpiadach uzyskał następujące rezultaty:
| Olimpiady brydżowe. Zawody teamów | Olimpiady brydżowe. Zawody teamów | Olimpiady brydżowe. Zawody teamów | Olimpiady brydżowe. Zawody teamów | Olimpiady brydżowe. Zawody teamów | Olimpiady brydżowe. Zawody teamów |
| Rok                               | Miejsce                           | Zawody                            | Kategoria                         | Drużyna                           | Pozycja                           |
| --------------------------------- | --------------------------------- | --------------------------------- | --------------------------------- | --------------------------------- | --------------------------------- |
| 2004                              | Stambuł                           | 12. Olimpiada Teamów              | Open                              | Pakistan                          | 5                                 |
| 1984                              | Seattle                           | 7. Olimpiada Teamów               | Open                              | Pakistan                          | 5                                 |
| 1980                              | Valkenburg                        | 6. Olimpiada Teamów               | Open                              | Pakistan                          | 23                                |

### Zawody światowe
W światowych zawodach zdobył następujące lokaty:
| Mistrzostwa Świata. Konkurencja teamów | Mistrzostwa Świata. Konkurencja teamów | Mistrzostwa Świata. Konkurencja teamów | Mistrzostwa Świata. Konkurencja teamów | Mistrzostwa Świata. Konkurencja teamów | Mistrzostwa Świata. Konkurencja teamów |
| Rok                                    | Miejsce                                | Zawody                                 | Kategoria                              | Drużyna                                | Pozycja                                |
| -------------------------------------- | -------------------------------------- | -------------------------------------- | -------------------------------------- | -------------------------------------- | -------------------------------------- |
| 2007                                   | Szanghaj                               | 38. Mistrzostwa Świata Teamów          | Open                                   | Pakistan                               | 18                                     |
| 2007                                   | Karaczi                                | 14. Mistrzostwa BFAME                  | Open                                   | Pakistan                               | 2                                      |
| 2006                                   | Werona                                 | 12. Mistrzostwa Świata                 | Open                                   | Allana                                 | 33                                     |
| 2005                                   | Estoril                                | 37. Mistrzostwa Świata Teamów          | Trans                                  | Allana                                 | 73                                     |
| 2003                                   | Monte Carlo                            | 36. Mistrzostwa Świata Teamów          | Open                                   | Pakistan                               | 20                                     |
| 2003                                   | Monte Carlo                            | 36. Mistrzostwa Świata Teamów          | Trans                                  | Hadi                                   | 17                                     |
| 2002                                   | Montreal                               | 11. Mistrzostwa Świata                 | Open                                   | Allana                                 | 33                                     |
| 1998                                   | Lille                                  | 10. Mistrzostwa Świata                 | Open                                   | Fazli                                  | 129                                    |
| 1987                                   | Ocho Rios                              | 28. Mistrzostwa Świata Teamów          | Open                                   | Pakistan                               | 5                                      |
| 1986                                   | Miami Beach                            | 7. Mistrzostwa Świata                  | Open                                   | Mahmood                                | 2                                      |
| 1983                                   | Sztokholm                              | 26. Mistrzostwa Świata Teamów          | Open                                   | Pakistan                               | 7                                      |
| 1982                                   | Biarritz                               | 6. Mistrzostwa Świata                  | Open                                   | Ata-Ullah                              | 8                                      |
| 1981                                   | Nowy Jork                              | 25. Mistrzostwa Świata Teamów          | Open                                   | Pakistan                               | 2                                      |

| Mistrzostwa Świata. Konkurencja par | Mistrzostwa Świata. Konkurencja par | Mistrzostwa Świata. Konkurencja par | Mistrzostwa Świata. Konkurencja par | Mistrzostwa Świata. Konkurencja par | Mistrzostwa Świata. Konkurencja par |
| Rok                                 | Miejsce                             | Zawody                              | Kategoria                           | Partner                             | Pozycja                             |
| ----------------------------------- | ----------------------------------- | ----------------------------------- | ----------------------------------- | ----------------------------------- | ----------------------------------- |
| 2002                                | Montreal                            | 11. Mistrzostwa Świata              | Open                                | Abdul Rehman Allana                 | 261                                 |

## Klasyfikacja
- Jane Alam Fazli – klasyfikacja WBF (ang.)